# O, Yeah! Ultimate Aerosmith Hits
 (août 2021).
Albums de Aerosmith
Young Lust: The Aerosmith Anthology
(2001) Honkin' on Bobo
(2004)
O, Yeah! Ultimate Aerosmith Hits est une compilation du groupe hard rock Américain, Aerosmith paru en 2002. C'est un double album qui regroupe 28 des plus grands hits du groupe dans l'ordre chronologique jusqu'en 2002. L'album inclut également deux chansons inédites : "Girls of Summer" et "Lay It Down". Sur certains CD figurent 3 titres bonus.
À noter que sur la pochette de l'album on peut voir les différents logos du groupe utilisés durant leur carrière.
L'album a été certifié double disque platine.

## Liste des titres

### Disque 1
1. Mama Kin (Tyler), de Aerosmith – 4:26
2. Dream On (Tyler), de  Aerosmith – 4:25
3. Same Old Song and Dance (Perry, Tyler), de Get Your Wings – 3:53
4. Seasons of Wither (Tyler), de Get Your Wings – 5:25
5. Walk This Way (Perry, Tyler), de Toys in the Attic – 3:39
6. Big Ten Inch Record (Weismantel), de Toys in the Attic – 2:14
7. Sweet Emotion (Hamilton, Tyler), de Toys in the Attic – 4:35
8. Last Child (Tyler, Whitford), from Rocks – 3:21
9. Back in the Saddle (Perry, Tyler), de Rocks – 4:40
10. Draw the Line (Perry, Tyler), de Draw the Line - 3:44
11. Dude (Looks Like a Lady) (Child, Perry, Tyler), de Permanent Vacation – 4:23
12. Angel" (Child, Tyler), de Permanent Vacation – 5:07
13. Rag Doll (Knight, Perry, Tyler, Vallance), de Permanent Vacation – 4:24
14. Janie's Got a Gun (Hamilton, Tyler), de Pump – 5:28
15. Love in an Elevator (Perry, Tyler), de Pump – 5:23
16. What it Takes (Child, Perry, Tyler), de Pump – 5:12

### Disque 2
1. The Other Side (Dozier, Holland, Holland, Tyler, Vallance), de Pump – 4:06
2. Livin' on the Edge (Hudson, Perry, Tyler), de Get a Grip – 6:21
3. Cryin' (Perry, Rhodes, Tyler), de Get a Grip – 5:08
4. Amazing (Supa, Tyler), de Get a Grip – 5:55
5. Deuces Are Wild (Tyler, Vallance), de Big Ones – 3:36
6. Crazy (Child, Perry, Tyler), de Get a Grip – 5:17
7. Falling in Love (Is Hard on the Knees) (Ballard, Perry, Tyler), de Nine Lives – 3:28
8. Pink [The South Beach Mix] (Ballard, Supa, Tyler), de Nine Lives – 3:54
9. I Don't Want to Miss a Thing (de Armageddon) (Warren) – 4:59
10. Jaded (Tyler, Frederiksen), de Just Push Play – 3:35
11. Just Push Play [radio remix] (Dudas, Hudson, Tyler), de Just Push Play – 3:12
12. Walk This Way [avec Run-D.M.C.] (Perry, Tyler), de l'albul Raising Hell – 5:11
13. Girls of Summer (Frederiksen, Perry, Tyler) – 3:15
14. Lay It Down (DeGrate, Frederiksen, Perry, Tyler) – 3:50
15. Come Together [Bonus] (John Lennon, Paul McCartney) – 3:45
16. Theme From Spider Man [Bonus] (Harris, Webster) – 2:57
17. Toys in the Attic [Bonus] (Perry, Tyler) – 3:05

## Charts
Album - Billboard (North America)
| Année | Chart         | Position |
| ----- | ------------- | -------- |
| 2002  | Billboard 200 | 4        |
| 2002  | UK Charts     | 6        |

Singles - Billboard (North America)
| Année | Single          | Chart                  | Position |
| ----- | --------------- | ---------------------- | -------- |
| 2002  | Girls of Summer | Mainstream Rock Tracks | 25       |